# Знаки почтовой оплаты СССР (1970)
Зна́ки почто́вой опла́ты СССР (1970) — перечень (каталог) знаков почтовой оплаты (почтовых марок), введённых в обращение дирекцией по изданию и экспедированию знаков почтовой оплаты Министерства связи СССР в 1970 году.

## Список коммеморативных (памятных) марок
Порядок следования элементов в таблице соответствует номеру по каталогу марок СССР (ЦФА), в скобках приведены номера по каталогу «Михель».
| № по каталогу                        | Изображение | Описание и источники | Номинал   | Дата выпуска        | Тираж     | Художник                                                               |
| ------------------------------------ | ----------- | --- | --------- | ------------------- | --------- | ---------------------------------------------------------------------- |
| (ЦФА [АО «Марка»] № 3842) (Mi #3717) |             | Серия «В. И. Ленин в произведениях советских художников»: - Портрет В. И. Ленина.                                                     | 0,04 руб. | 1 января 1970 года  | 4 000 000 | Николай Андреев, оформление Виктор Пименов                             |
| (ЦФА [АО «Марка»] № 3843) (Mi #3718) |             | Серия «В. И. Ленин в произведениях советских художников»: - «В. И. Ленин руководит марксистским кружком в Петербурге, 1893—1895 гг.». | 0,04 руб. | 1 января 1970 года  | 4 000 000 | Александр Моравов, оформление Виктор Пименов                           |
| (ЦФА [АО «Марка»] № 3844) (Mi #3719) |             | Серия «В. И. Ленин в произведениях советских художников»: - II съезд РСДРП.                                                           | 0,04 руб. | 1 января 1970 года  | 4 000 000 | Юрий Виноградов, оформление Виктор Пименов                             |
| (ЦФА [АО «Марка»] № 3845) (Mi #3720) |             | Серия «В. И. Ленин в произведениях советских художников»: - «Октябрь» («Первый день Советской власти»).                               | 0,04 руб. | 1 января 1970 года  | 4 000 000 | Николай Бабасюк, оформление Виктор Пименов                             |
| (ЦФА [АО «Марка»] № 3846) (Mi #3721) |             | Серия «В. И. Ленин в произведениях советских художников»: - «Ходоки у В. И. Ленина».                                                  | 0,04 руб. | 1 января 1970 года  | 4 000 000 | Фёдор Модоров, оформление Виктор Пименов                               |
| (ЦФА [АО «Марка»] № 3847) (Mi #3722) |             | Серия «В. И. Ленин в произведениях советских художников»: - «Беседа и Ильичом».                                                       | 0,04 руб. | 1 января 1970 года  | 4 000 000 | Алексей Широков, оформление Виктор Пименов                             |
| (ЦФА [АО «Марка»] № 3848) (Mi #3723) |             | Серия «В. И. Ленин в произведениях советских художников»: - «В. И. Ленин на первомайской демонстрации».                               | 0,04 руб. | 1 января 1970 года  | 4 000 000 | Исаак Бродский, оформление Виктор Пименов                              |
| (ЦФА [АО «Марка»] № 3849) (Mi #3724) |             | Серия «В. И. Ленин в произведениях советских художников»: - «С Лениным».                                                              | 0,04 руб. | 1 января 1970 года  | 4 000 000 | Владимир Серов, оформление Виктор Пименов                              |
| (ЦФА [АО «Марка»] № 3850) (Mi #3725) |             | Серия «В. И. Ленин в произведениях советских художников»: - «Покорители космоса».                                                     | 0,04 руб. | 1 января 1970 года  | 4 000 000 | Александр Дейнека, оформление Виктор Пименов                           |
| (ЦФА [АО «Марка»] № 3851) (Mi #3726) |             | Серия «В. И. Ленин в произведениях советских художников»: - Строители коммунизма.                                                     | 0,04 руб. | 1 января 1970 года  | 4 000 000 | Александр Коренцов, Е. Меркулов, Е. Бураков, оформление Виктор Пименов |
| (ЦФА [АО «Марка»] № 3852) (Mi #3727) |             | Серия «К 150-летию открытия Антарктиды русской экспедицией Ф. Ф. Беллинсгаузена и М. П. Лазарева»: шлюпы «Мирный» и «Восток»          | 0,04 руб. | 27 января 1970 года | 5 000 000 | Ю. Левиновский                                                         |
| (ЦФА [АО «Марка»] № 3853) (Mi #3728) |             | Серия «К 150-летию открытия Антарктиды русской экспедицией Ф. Ф. Беллинсгаузена и М. П. Лазарева»: антарктическая станция             | 0,16 руб. | 27 января 1970 года | 4 000 000 | Ю. Левиновский                                                         |
| (ЦФА [АО «Марка»] № 3854) (Mi #3729) |             | К 100-летию со дня рождения Ф. В. Сычкова                                                                                             | 0,04 руб. | 27 января 1970 года | 4 000 000 | Н. Присекин                                                            |
| (ЦФА [АО «Марка»] № 3855) (Mi #3730) |             | Серия «Герои Великой Отечественной войны»: В. Б. Борсоев                                                                              | 0,04 руб. | 10 февраля 1970 год | 5 000 000 | Н. Присекин                                                            |
| (ЦФА [АО «Марка»] № 3856) (Mi #3731) |             | Серия «Герои Великой Отечественной войны»: В. И. Пешехонов                                                                            | 0,04 руб. | 10 февраля 1970 год | 5 000 000 | Н. Присекин                                                            |
| (ЦФА [АО «Марка»] № 3857) (Mi #3732) |             | К 125-летию Географического общества СССР                                                                                             | 0,06 руб. | 26 февраля 1970 год | 5 000 000 | Ю. Левиновский                                                         |
| (ЦФА [АО «Марка»] № 3858) (Mi #3733) |             | «60-летие Международного женского дня — 8 Марта»: - Факел мира (по скульптуре А. Думпе).                                              | 0,06 руб. | 3 марта 1970 года   | 5 000 000 | А. Думпе, оформление Игорь Коминарец                                   |
| (ЦФА [АО «Марка»] № 3869) (Mi #3740) |             | Серия «Чемпионаты мира»: - Хоккей с шайбой.                                                                                           | 0,06 руб. | 18 марта 1970 года  | 5 000 000 | Виктор Пименов                                                         |
| (ЦФА [АО «Марка»] № 3870) (Mi #3771) |             | Серия «Чемпионаты мира»: - Гимнастика.                                                                                                | 0,10 руб. | 29 мая 1970 года    | 5 000 000 | Виктор Пименов                                                         |
| (ЦФА [АО «Марка»] № 3871) (Mi #3772) |             | Серия «Чемпионаты мира»: - Футбол. | 0,16 руб. | 29 мая 1970 года    | 5 000 000 | Виктор Пименов                                                         |
| (ЦФА [АО «Марка»] № 3934) (Mi #3809) |             | «С Новым, 1971 годом!»: - Спасская башня Кремля.                                                                                      | 0,06 руб. | 23 ноября 1970 года | 5 000 000 | Иван Дергилёв                                                          |

## Комментарии
1. ↑  Ниже приведён перечень памятных художественных марок (с возможностью сортировки по номиналу, тиражу и дате введения в обращение).
2. ↑  Серия «В. И. Ленин в произведениях советских художников»: на многоцветной марке портрет В. И. Ленина по рисунку Н. Андреева, оформление В. Пименова. Красный памятный типографский текст: «Имя Владимира Ильича Ленина бессмертно, как бессмертны его идеи, бессмертны дела, которые он совершил». Офсетная печать на мелованной бумаге, перфорирована: гребенчатая зубцовка 12½ (на каждые 2 сантиметра края марки приходится 12½ зубцов). В марочных листах по 15 (3×5) марок[2][6][7].
3. ↑  Серия «В. И. Ленин в произведениях советских художников»: на многоцветной марке «В. И. Ленин руководит марксистским кружком в Петербурге, 1893—1895 гг.» по картине А. Моравова 1930 года, оформление В. Пименова. Красный типографский текст, цитата В. И. Ленина: «Роль передового борца может выполнить только партия, руководимая передовой теорией». Офсетная печать на мелованной бумаге, перфорирована: гребенчатая зубцовка 12½ (на каждые 2 сантиметра края марки приходится 12½ зубцов). В марочных листах по 15 (3×5) марок[2][6][7].
4. ↑  Серия «В. И. Ленин в произведениях советских художников»: на многоцветной марке «II съезд РСДРП» по картине Ю. Виноградова 1952 года, оформление В. Пименова. Красный типографский текст, цитата В. И. Ленина: «Большевизм существует, как течение политической мысли и как политическая партия, с 1903 года». Офсетная печать на мелованной бумаге, перфорирована: гребенчатая зубцовка 12½ (на каждые 2 сантиметра края марки приходится 12½ зубцов). В марочных листах по 15 (3×5) марок[2][6][7].
5. ↑  Серия «В. И. Ленин в произведениях советских художников»: на многоцветной марке «Октябрь» («Первый день Советской власти») по картине Н. Бабасюка 1960 год, оформление В. Пименова. Красный типографский текст, цитата В. И. Ленина: «Октябрьская революция открыла новую эпоху всемирной истории». Офсетная печать на мелованной бумаге, перфорирована: гребенчатая зубцовка 12½ (на каждые 2 сантиметра края марки приходится 12½ зубцов). В марочных листах по 15 (3×5) марок[2][6][7].
6. ↑  Серия «В. И. Ленин в произведениях советских художников»: на многоцветной марке «Ходоки у В. И. Ленина» по картине Ф. Модорова 1947 год, оформление В. Пименова. Красный памятный типографский текст: «Свобода для трудящихся — есть прежде всего свобода от эксплуатации, от социального, политического и национального гнёта, от темноты и невежества». Офсетная печать на мелованной бумаге, перфорирована: гребенчатая зубцовка 12½ (на каждые 2 сантиметра края марки приходится 12½ зубцов). В марочных листах по 15 (3×5) марок[2][6][7].
7. ↑  Серия «В. И. Ленин в произведениях советских художников»: на многоцветной марке «Беседа и Ильичом» по картине А. Широкова, оформление В. Пименова. Красный типографский текст, цитата В. И. Ленина: «Надо, чтобы всё дело воспитания, образования и учения современной молодёжи было воспитанием в ней коммунистической морали». Офсетная печать на мелованной бумаге, перфорирована: гребенчатая зубцовка 12½ (на каждые 2 сантиметра края марки приходится 12½ зубцов). В марочных листах по 15 (3×5) марок[2][6][7].
8. ↑  Серия «В. И. Ленин в произведениях советских художников»: на многоцветной марке «В. И. Ленин на первомайской демонстрации» по картине И. Бродского 1927 год, оформление В. Пименова. Красный типографский текст, цитата В. И. Ленина: «Мы — противники национальной вражды, национальной розни, национальной обособленности. Мы международники, интернационалисты». Офсетная печать на мелованной бумаге, перфорирована: гребенчатая зубцовка 12½ (на каждые 2 сантиметра края марки приходится 12½ зубцов). В марочных листах по 15 (3×5) марок[2][6][7].
9. ↑  Серия «В. И. Ленин в произведениях советских художников»: на многоцветной марке «С Лениным» по картине В. Серов 1961 год, оформление В. Пименова. Красный типографский текст, цитата В. И. Ленина: «Наша задача — побороть всё сопротивление капиталистов, не только военное и политическое, но и идейное, самое глубокое и самое мощное». Офсетная печать на мелованной бумаге, перфорирована: гребенчатая зубцовка 12½ (на каждые 2 сантиметра края марки приходится 12½ зубцов). В марочных листах по 15 (3×5) марок[2][6][7].
10. ↑  Серия «В. И. Ленин в произведениях советских художников»: на многоцветной марке «Покорители космоса» по картине А. Дейнеки, оформление В. Пименова. Красный памятный типографский текст: «Только социалистическая организация общества способна обратить развитие экономики, науки и культуры на благо народа… открыть простор для всестороннего развития талантов и способностей людей». Офсетная печать на мелованной бумаге, перфорирована: гребенчатая зубцовка 12½ (на каждые 2 сантиметра края марки приходится 12½ зубцов). В марочных листах по 15 (3×5) марок[2][6][7].
11. ↑  Серия «В. И. Ленин в произведениях советских художников»: на многоцветной марке «» по картине А. Коренцова, Е. Меркулова, Е. Буракова, оформление В. Пименова. Красный памятный типографский текст: «Будем и дальше работать и жить по-ленински, созидая прекрасный памятник Владимиру Ильичу — здание коммунизма, великое и достойное воплощение его бессмертных идей». Офсетная печать на мелованной бумаге, перфорирована: гребенчатая зубцовка 12½ (на каждые 2 сантиметра края марки приходится 12½ зубцов). В марочных листах по 15 (3×5) марок[2][6][7].
12. ↑  «60-летие Международного женского дня — 8 Марта»: по скульптуре А. Думпе «Факел мира», оформление И. Коминарца, серо-оливковая, сине-зелёная. Офсетная печать на мелованной бумаге, перфорирована: комбинированная гребенчатая зубцовка 12:12½ (на каждые 2 сантиметра края марки приходится 12:12½ зубцов). В марочных листах по 28 (7×4) марок[2][8][9].
13. ↑  Серия «Чемпионаты мира»: Хоккей с шайбой, серо-зелёная, синяя. Глубокая печать на мелованной бумаге, перфорирована: рамочная зубцовка 11½ (на каждые 2 сантиметра края марки приходится 11½ зубцов). В марочных листах по 50 (5×10) марок[2][10][11].
14. ↑  Серия «Чемпионаты мира»: гимнастика, розово-карминовая, серо-оливковая. Глубокая печать на мелованной бумаге, перфорирована: рамочная зубцовка 11½ (на каждые 2 сантиметра края марки приходится 11½ зубцов). В марочных листах по 50 (10×5) марок[2][10][12][13].
15. ↑  Серия «Чемпионаты мира»: футбол, коричневая, тёмно-зелёная. Глубокая печать на мелованной бумаге, перфорирована: рамочная зубцовка 11½ (на каждые 2 сантиметра края марки приходится 11½ зубцов). В марочных листах по 50 (10×5) марок[2][10][12][13].
16. ↑  Новогодняя марка «С Новым, 1971 годом!»: на многоцветной марке  (ЦФА [АО «Марка»] № 3934) — ёлка на фоне Спасской башни. Офсетная печать на мелованной бумаге, перфорирована: комбинированная гребенчатая зубцовка 12:12½ (на каждые 2 сантиметра края марки приходится 12:12½ зубцов). В марочных листах 25 (5×5)[2][15][16].